# Сальваторе Джонта
Сальваторе Джонта (італ. Salvatore Gionta; 22 грудня 1930 — 28 липня 2025) — італійський ватерполіст.
Олімпійський чемпіон 1960 року, бронзовий призер 1952 року.

## Біографія
Сальваторе Джонта народився 22 грудня 1930 року у Формії, Італія. У 1952 році він був у складі італійської команди, яка виграла бронзову медаль на Олімпійських іграх. Він зіграв два матчі. Вісім років по тому виграв золоту медаль з італійською командою на Олімпійських іграх 1960 року де зіграв два матчі та забив два голи.
Помер 28 липня 2025 року у віці 94 років.